# Gabriel Czechowicz

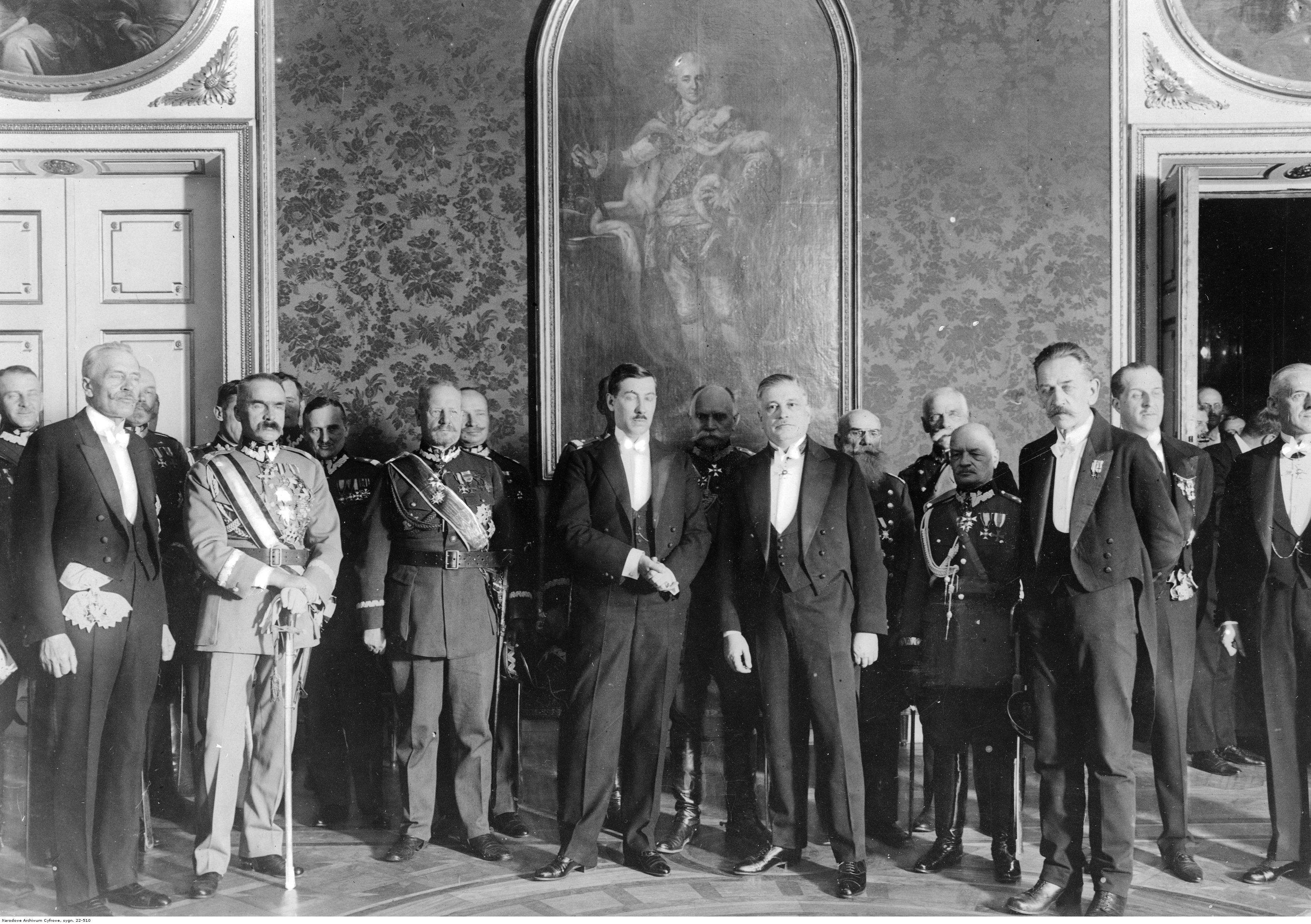
Gabriel Czechowicz (5. z lewej) w towarzystwie członków rządu i generalicji podczas przyjęcia noworocznego na Zamku Królewskim, druga połowa lat 20.

Gabriel Czechowicz (ur. 2 października 1876 w majątku k. Mińska, zm. 22 stycznia 1938 w Warszawie) – prawnik i ekonomista, znawca skarbowości. W latach 1926–1929 pełnił funkcję ministra skarbu Rzeczypospolitej Polskiej. Był jedynym polskim politykiem okresu międzywojennego postawionym przed Trybunałem Stanu. Wydarzenie to znane jest jako „sprawa Czechowicza”.

## Życiorys
Pochodził z rodziny ziemiańskiej. Był synem Józefa i Stefanii ze Sławowskich. Ukończył studia na Wydziale Prawa Petersburskiego Uniwersytetu Państwowego. następnie podjął pracę w Rosyjskim Banku Państwa. Najpierw praktykował w Petersburgu, później został przeniesiony do Rygi. W 1905 r. przeszedł do Izby Skarbowej. W kolejnych latach awansował i został inspektorem podatkowym w Wozniesieńskuw guberni chersońskiej, skąd w 1910 r. powrócił do guberni inflanckiej. Tam pracował kolejno w Wałku i ponownie w Izbie Skarbowej w Rydze. W 1917 po ewakuacji instytucji do Dorpatu został p.o. jej prezesa.  Po rewolucji bolszewickiej trafił do Jekatierynosławia, a następnie do Kijowa.

### II Rzeczpospolita
Do nowo odrodzonej Polski powrócił w 1919 r. Został zatrudniony  w Wydziale Skarbowym Zarządu Cywilnego Ziem Wschodnich. W 1922 r. beskutecznie startował z listy Unii Narodowo-Państwowej. w wyborach do sejmu. Następnie w 1923 r. objął funkcję prezesa izby skarbowej w Brześciu nad Bugiem. Po kilku latach został dyrektorem Departamentu Podatkowego w Ministerstwie Skarbu, zaś w 1926 r. awansował na stanowisko podsekretarza stanu.

### Wczesne poglądy gospodarcze
Pierwszą deklarację programową przyszłego ministra znaleźć można w datowanej na grudzień 1922 publikacji Projekt naprawy skarbowości polskiej. Czechowicz wydał ją pod pseudonimem Leliwa. Użycie pseudonimu było konieczne, gdyż książka była w dużej części krytyczna wobec polityki rządu.
Projekt… rozpoczynał się analizą istniejącego stanu rzeczy w gospodarce Polski. Czechowicz zwracał uwagę na spadek dochodów państwa w porównaniu z dochodami przedwojennymi państw zaborczych. Prowadziło to do ostrej krytyki systemu podatkowego. Według autora brakowało jednolitego ustawodawstwa podatkowego, a także jednolitego planu zmian w ustawodawstwie. Podatki ściągane były nieskutecznie (słabo rozwinięta kontrola skarbowa) i powolnie, co na skutek inflacji stanowiło poważną stratę dla państwa. Podatków było zbyt wiele, ich stawki były niedostosowane do spadku wartości pieniądza, a niektóre podatki nie pokrywały nawet kosztów pobierania. Wiele uwagi Czechowicz poświęcił strukturze aparatu podatkowego, który był jego zdaniem zbyt zdecentralizowany. Wskutek zaś niskich płac wśród urzędników panowała korupcja. Autor, pracując w Brześciu (czyli z punktu widzenia stolicy na prowincji), miał możliwość bezpośredniego spojrzenia na działalność aparatu skarbowego.
Drugą częścią publikacji był plan reorganizacji polskiego systemu podatkowego. Najważniejsze propozycje Czechowicza:
- Pozostawienie tylko jednego podatku bezpośredniego – dochodowego. Podniesiona miała zostać kwota wolna od podatku, a bardziej obciążone warstwy zamożniejsze. Miało to odciążyć urzędy podatkowe, które nie zajmowałyby się mało opłacalnym ściąganiem niewielkich sum;
- Likwidacja podatku gruntowego (katastralnego) jako niesprawiedliwego. Ostatni kataster na ziemiach polskich sporządzony w drugiej połowie XIX wieku był już w latach 20. nieaktualny, a sporządzenie nowego byłoby kosztowne i czasochłonne, w praktyce więc nierealne;
- „Projekt idealnej waluty złotej”. Budżet państwa miał być ustalany w walucie złotej, podobnie jak podatki, które byłyby jednak wpłacane w postaci papierowej według comiesięcznie uaktualnianego kursu.

W 1926 Czechowicz, pełniąc już wysoką funkcję w Ministerstwie Skarbu, wydał – ponownie pod pseudonimem Leliwa – Problem skarbowy w świetle prawdy. W pracy dokonał oceny działalności dwóch ministrów skarbu – Władysława Grabskiego i swojego przełożonego – Jerzego Zdziechowskiego. Pierwszą część reformy Grabskiego – waloryzację danin państwowych i komunalnych oraz kredytów udzielanych przez banki państwowe, a w konsekwencji stabilizację kursu, Czechowicz ocenił pozytywnie. Zaatakował ostro wprowadzenie przez Grabskiego nowej waluty – złotego: 

Rząd Wł. Grabskiego zaryzykował najniebezpieczniejszy eksperyment, na który nie poważyło się żadne z państw zachodnioeuropejskich
.

 Fakt, że Grabski dokonał reformy w oparciu o krajowe zasoby, Czechowicz określił jako nieodpowiedzialny. Porównał też dwie ideologie gospodarcze dominujące w polskiej polityce lat 20. Propozycjom ministra Zdziechowskiego i „Lewiatana” przeciwstawił podejście lewicowe, które zdecydowanie poparł. Sfery przemysłowe oskarżył o szkodliwy dla Polski lobbing.

### Czechowicz jako minister skarbu
Na skutek zamachu stanu w maju 1926 władzę w kraju przejął Józef Piłsudski. Zastępujący prezydenta marszałek Sejmu Maciej Rataj powołał 15 maja 1926 z polecenia Piłsudskiego rząd pod przewodnictwem Kazimierza Bartla. Ministrem skarbu powołano Czechowicza. Gabinet ten jednak miał charakter tymczasowy. Po wyborze Ignacego Mościckiego na nowego prezydenta,  8 czerwca 1926 r. podał się do dymisji, został zastąpiony Czesława Klarnera, a sam powrócił na stanowisko podsekretarza stanu. Po kilku miesiącach, wskutek kolejnego przesilenia rządowego, premierem został sam Piłsudski, desygnując na ministra skarbu ponownie Czechowicza, który na stanowisku utrzymał się przez blisko dwa i pół roku, zasiadając również w powołanym 27 czerwca 1928 r. czwartym gabinecie Bartla. Obejmując rządy w kraju, sanacja nie miała skonkretyzowanego programu gospodarczego. Także Józef Piłsudski nie wypowiadał się na ten temat przed majem 1926. Szybko jednak okazało się, że rządy sanacyjne kontynuowały pod tym względem politykę poprzedników. Czechowicz został drugi raz ministrem 2 października 1926, gdy konserwatywna linia polityki gospodarczej sanacji była już wyraźnie widoczna.

Dla polityki Czechowicza, który na stanowisku ministra kontynuował politykę Zdziechowskiego, charakterystyczna była według Zbigniewa Landaua następująca wypowiedź Macieja Rataja: 

 P. Czechowicz, typ karierowicza, dostosowującego się do warunków, stawiał przed majem na lewicę. […] Opracował też był program skarbowo-finansowy, bardzo ryzykowny, uwzględniający postulaty lewicy. […] Na fotelu ministerialnym zapomniał na szczęście szybko o swoich projektach i poszedł drogą wytyczoną przez swoich poprzedników.

Priorytetami działalności Czechowicza były:
reforma systemu podatkowego, prowadząca do zrównoważenia budżetu
Reforma podatkowa nie została rozpoczęta. Indagowany o nią przez posłów Czechowicz odpowiadał: Takich rzeczy na kolanie się nie robi. Jedynie w 1927 scalone zostały przepisy o opłatach stemplowych (wcześniej pobierane w różnym wymiarze na terenie każdego z byłych zaborów). W 1928 Czechowicz zaproponował ustawy o państwowym podatku budynkowym i o wyrównaniu stawek podatku gruntowego. Przepisy te określił jako „mała ustawa podatkowa”. Sejm odrzucił oba projekty, uznając, że nie są znaczące dla całości systemu gospodarczego.
obniżenie stopy procentowej (a tym samym ceny kredytów)
Stopa procentowa obniżana była począwszy od 12% w lipcu 1926 aż do 8% w maju 1927. Nadal jednak złotówka była dosyć droga (w innych krajach stopa procentowa była niższa, np. we Francji wynosiła w tym czasie 3,5%, w Niemczech – 7,1%).
zdobycie kredytów zagranicznych
Kredyty zagraniczne były Polsce potrzebne dla ożywienia gospodarczego, do czego nie wystarczały kapitały krajowe. W przeciwieństwie do Grabskiego, który unikał zaciągania pożyczek, Czechowicz uznał je za jeden z priorytetów: Potrzebne jest nam wprowadzenie Polski na rynek finansowy świata jako klienta, do którego się ma zaufanie. Potrzebne jest nam nawiązanie kontaktu z najpoważniejszymi możliwie grupami finansowymi. Najbardziej spektakularna tzw. „pożyczka stabilizacyjna” w wysokości 62 milionów dolarów i 2 milionów funtów, została zaciągnięta w październiku 1927 od międzynarodowego konsorcjum banków. Oprocentowanie, jak i kurs wykupu były mniej korzystne od pożyczek wynegocjowanych w tym czasie przez Niemcy, Austrię i inne kraje europejskie. Ponadto Polska musiała na trzy lata przyjąć amerykańskiego doradcę (był nim Charles Dewey), mianując go członkiem rady Banku Polskiego. Uzyskane fundusze, zgodnie z nazwą pożyczki spożytkowane zostały na stabilizację złotówki, a także na pokrywanie deficytu budżetowego. Nie zostały więc przeznaczone na inwestycje. Już na początku grudnia 1927 giełdowy kurs pożyczki zaczął gwałtownie spadać. Rząd nie zdecydował się na żadną interwencję w kierunku podtrzymania go. Przeciwdziałanie nastąpiło w połowie 1928, gdy notowania spadły już o jedną piątą, ale spadku nie powstrzymało, co prowadziło do krytyki m.in. ze strony Adama Sapiehy. W 1932 kurs stanowił już 51% wartości początkowej.
Ogólnie w latach 1926–1929 polska gospodarka przeżywała okres stabilizacji, co wyjaśnia się wcześniejszymi reformami Władysława Grabskiego, podobnie jak korzystną sytuacją międzynarodową, nie było to więc bezpośrednią zasługą Czechowicza.

### „Sprawa Czechowicza” przed Trybunałem Stanu
W grudniu 1927 Czechowicz przekazał na fundusz reprezentacyjny premiera Józefa Piłsudskiego kwotę 8 milionów złotych. Pieniądze te zostały wykorzystane w kampanii wyborczej BBWR. Również inne wydatki rządu w związku z nadwyżką w budżecie państwa nie zostały skierowane przez rząd do akceptacji Sejmu.
Jesienią 1928 r. posłowie Klubu Narodowego oskarżyli go o nieprzedstawione do akceptacji sejmowi przekroczenia w wydatkach budżetowych w roku 1927/1928 na kwotę 650 min zł. Równocześnie wnioskujący zwrócili się do rządu o skierowanie do sejmu projektu ustawy o dodatkowych kredytach na rok 1927/1928. 
Czechowicz działał na polecenie Piłsudskiego, zatem odpowiedzialność leżała po stronie premiera, jednak gdy gabinet nie przedstawił projektu zalegalizowania przekraczających ustawę skarbową wydatków, opozycja zgłosiła wniosek o pociągnięcie Czechowicza do odpowiedzialności konstytucyjnej. Minister podał się 8 marca 1929 r. do dymisji, a Sejm zdecydował o postawieniu go przez Trybunałem Stanu. Spotkało się to z gwałtowną reakcją Józefa Piłsudskiego, który  w artykule Dno oka, będącym ostrą polemiką z atakami Sejmu, pozytywnie oceniał swojego ministra:

Pracą swą uporządkował otrzymany w zupełnym nieporządku system podatków i doprowadził swą pracą państwo do tego, że przykładem świecić może wszystkim innym państwom, gdy Polska przy jego zarządzie skarbem dotąd bilansuje swój budżet, nie deficytem, lecz przewyżką dochodów nad wydatkami.

 
Sam Czechowicz był również lojalny wobec Piłsudskiego, twierdząc: 

Osiągnięcie wyższego celu mego życia zawdzięczam wyłącznie i jedynie marszałkowi Piłsudskiemu.

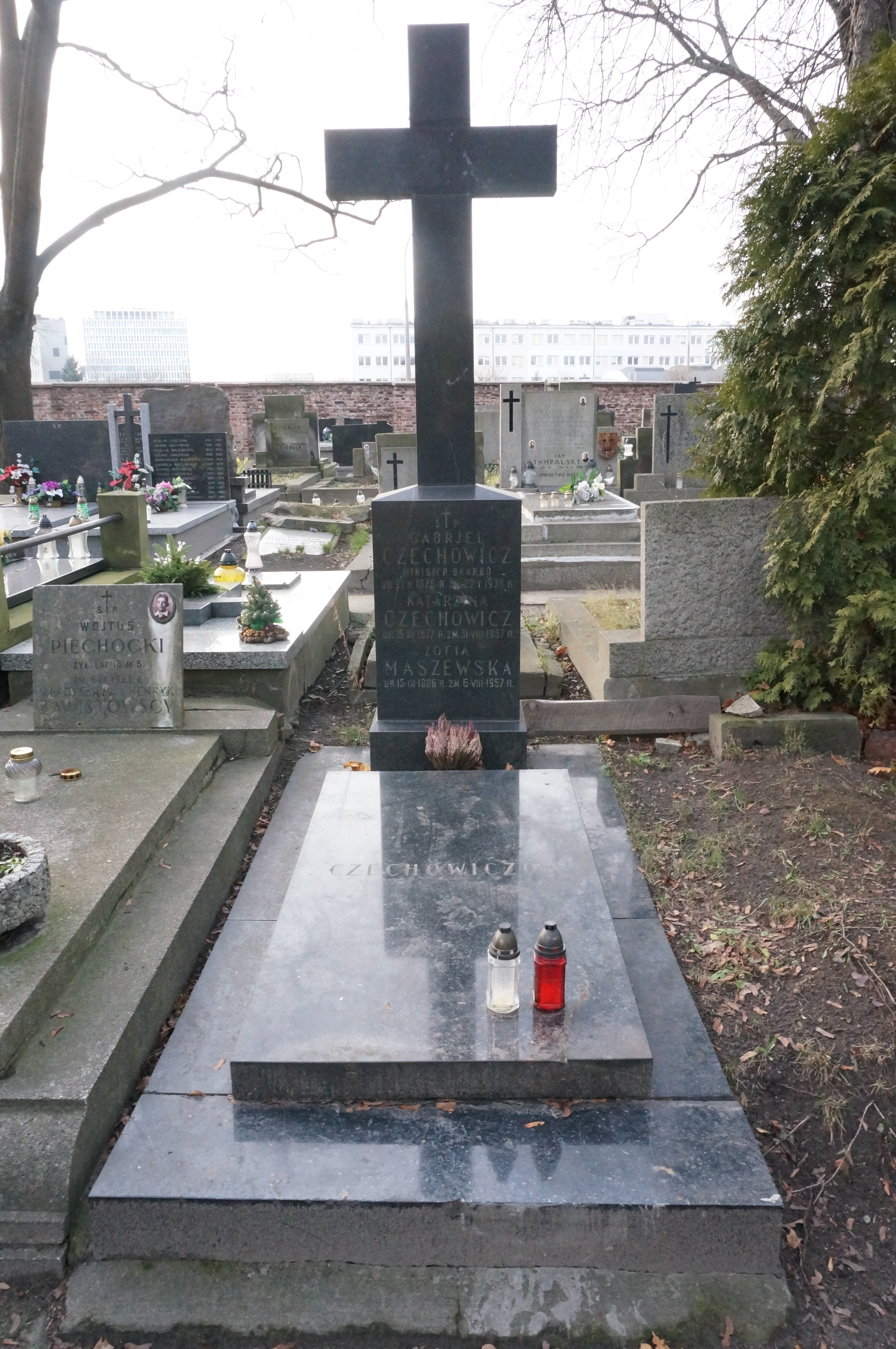
Grób Gabriela Czechowicza na cmentarzu Powązkowskim

Rozprawa przed Trybunałem Stanu odbyła się w dniach 25-28 czerwca 1929 r. Czechowicz wziął na siebie pełną odpowiedzialność za gospodarkę budżetową i przekroczenia budżetowe. Trybunał nie wydał wyroku, odkładając go do czasu rozpatrzenia przez parlament zamknięcia rachunków państwa za rok budżetowy 1927/1928. Ostatecznie sprawa już nie wróciła do trybunału, gdyż po wygranych przez sanację wyborach w 1930, zalegalizowano przekroczenia budżetowe. 

### Po roku 1930
Sam Czechowicz nie był zadowolony z takiego rozstrzygnięcia, uważając, że sprawa powinna zakończyć się wyrokiem uniewinniającym, czemu dawał wyraz w wywiadach. Był przekonany, że przed Trybunałem Stanu potrafi udowodnić zarówno swoją uczciwość, jak i fakt, że działał na polecenie szefa rządu. Po procesie wystąpił z BBWR, do którego należał od 1928.

Po odejściu z rządu kontynuował działalność jako ekonomista oraz publicysta. Publikował artykuły z zakresu ekonomii oraz skarbowości, działał w Lidze Odrodzenia Gospodarczego Polski i wygłaszał z jej ramienia odczyty w Klubie Społeczno-Politycznym. W 1933 r. wydał Nowe drogi gospodarcze, w których przedstawił własny, w dużej mierze alternatywny do rządowego, program polityki gospodarczej w okresie kryzysu. Do najważniejszych jego punktów należała propozycja „moratorium w odniesieniu do długów zagranicznych”, czyli – wzorem innych państw – chwilowego ograniczenia spłaty długów. Czechowicz nawoływał do zaniechania deficytowego eksportu i kontroli nad działalnością karteli. Swój sposób na bezrobocie opierał na wprowadzeniu (wzorem Włoch) 40-godzinnego tygodnia pracy, a nawet skróconego „elastycznego dnia pracy”, dzięki czemu na jednym etacie mogłyby pracować dwie osoby. Nowe drogi… przeszły bez echa, co zresztą przewidział sam autor: 

Występując z powyższym planem […] nie żywię żadnych złudzeń, żeby mógł on w atmosferze powszechnej apatii zaważyć na szali i wpłynąć chociażby w minimalnym stopniu na rozwój wypadków.

Przez kilka lat usiłował zainteresować sfery gospodarcze swoim planem, m.in. przez serię odczytów.
W 1934 r. podjął próby samodzielnej działalności politycznej. Wraz z Tytusem Filipowiczem założył Polską Partię Radykalną, która nie rozwinęła działalności. Pod koniec 1937 został skarbnikiem w Zarządzie Głównym Stronnictwa Pracy, powstałego z połączenia m.in. Chrześcijańskiej Demokracji i Narodowej Partii Robotniczej. 
Zmarł nagle na atak serca 22 stycznia 1938 w Warszawie. Został pochowany 25 stycznia 1938 na cmentarzu Powązkowskim w Warszawie (kwatera 331-1-24).

### Okresy sprawowania urzędu ministra
15.05.  – 4.06.1926 - Pierwszy rząd Kazimierza Bartla
p.o 4 – 8.06.1926
2.10.1926 -  27.06.1928 – Pierwszy rząd Józefa Piłsudskiego
27.06.1928 – 13.06.1929 – Czwarty rząd Kazimierza Bartla
p.o. 13 – 14.04.1929

## Życie prywatne
Jego żoną od 1900 r. była Katarzyna z Maszewskich.

## Ordery i odznaczenia
- Krzyż Komandorski Orderu Odrodzenia Polski (27 grudnia 1924)[21][22]
- Krzyż Oficerski Orderu Odrodzenia Polski (2 maja 1922)[23][24]